# Podium rufipes
Podium rufipes là một loài côn trùng cánh màng trong họ Sphecidae, thuộc chi Podium. Loài này được Fabricius miêu tả khoa học đầu tiên năm 1804.